# Església (arquitectura)

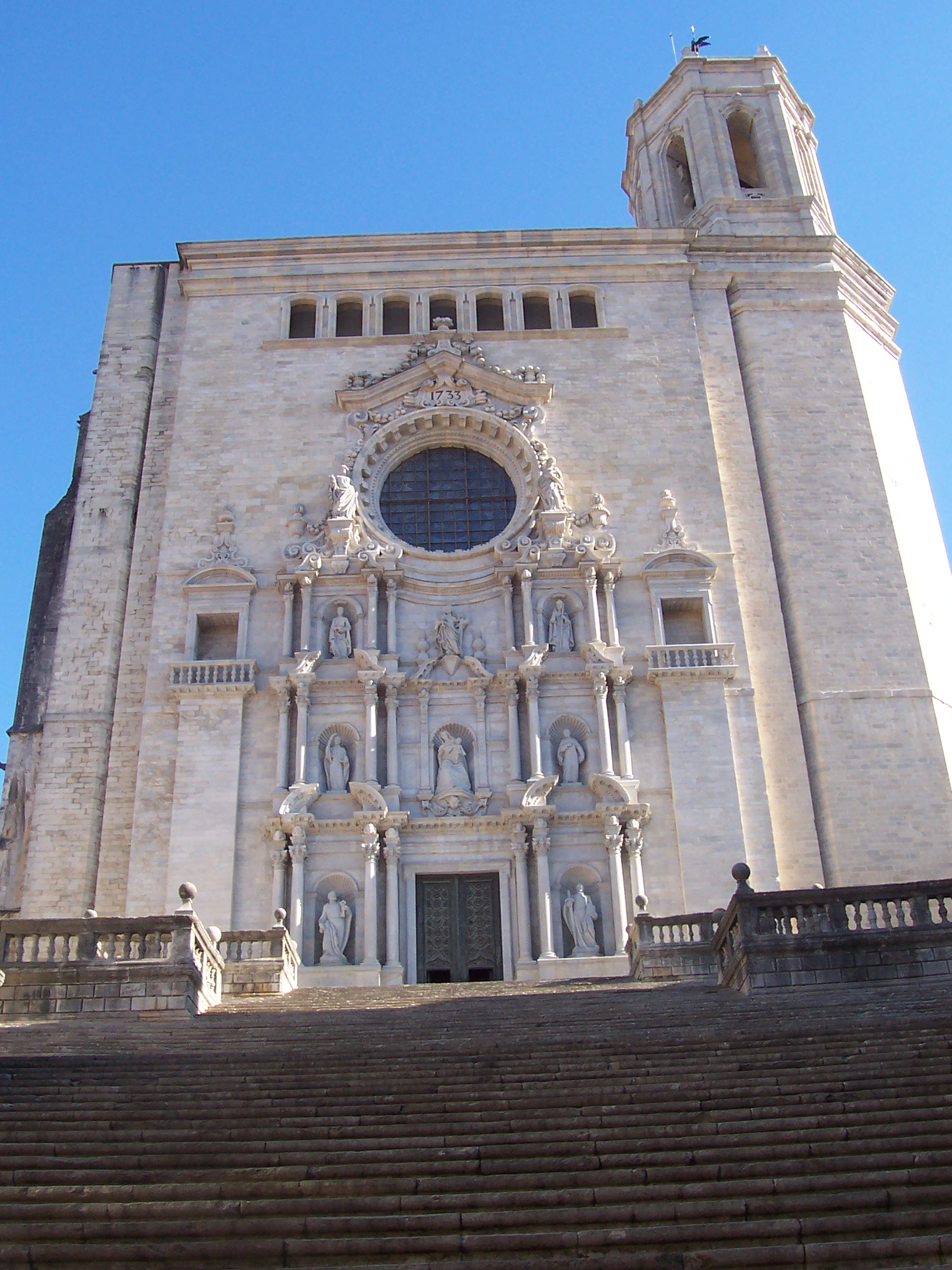
Façana de la Catedral de Girona.

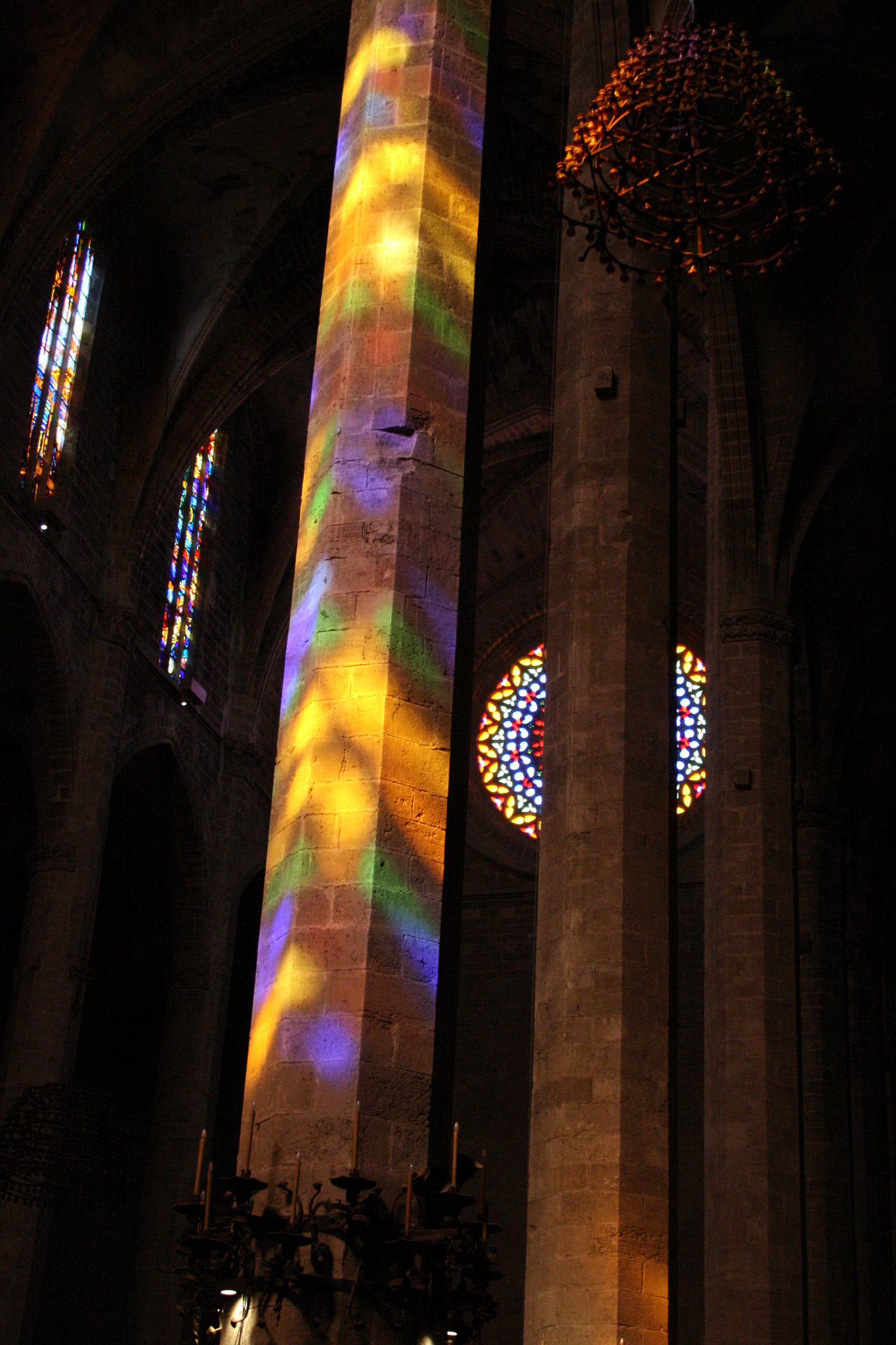
Detall interior de la Catedral de Palma.

Una església (del llatí: ecclesia, que alhora ve del grec: ἐκκλησία, que significa assemblea) és un temple cristià construït específicament per al culte religiós. Conté un altar, on se celebra l'eucaristia per part del sacerdot i un espai per als fidels.

## Història de les esglésies
En els primers temps del cristianisme, els creients celebraven missa en les sinagogues jueves o en llocs amagats perquè patien persecució. Els primers edificis especialment construïts com a esglésies estaven orientats cap al Sol, ja que Crist és la llum autèntica per als seus seguidors. La planta tenia forma de creu llatina.
Durant l'edat mitjana les esglésies proliferen per Europa, seguint les convencions generals de l'art romànic i de l'art gòtic més endavant. Les primeres eren petites, usaven l'arc de mig punt i tenien un absis semicircular darrere l'altar. Les gòtiques usaven l'arc ogival, decoració amb vitralls i ornaments en pedra. Totes elles consten de campanars per a marcar el pas del temps o cridar a la missa els fidels.
Durant el Renaixement i el Barroc va canviar sobretot l'ornamentació dels edificis, no tant la seva estructura principal. Amb l'edat contemporània apareixen innovacions formals, s'abandona l'esquema de la creu en multitud d'ocasions i se cerca la integració de l'església amb el seu entorn.
Les esglésies orientals a vegades adopten una planta circular o de creu grega (amb els quatre braços similars). El centre conté l'altar i està cobert de torres o cúpules. Els braços de la creu també poden estar sota torres menors.

## Tipus d'esglésies
Segons la mida, la ubicació i la jerarquia del sacerdot titular, les esglésies reben un nom o un altre:
- parroquial: la que acull la parròquia.
- catedral: la que és seu del tron o càtedra d'un bisbe, habitualment situada en una ciutat important.
- basílica: la de grans dimensions, amb diverses naus, en la qual se celebren cerimònies especials; també és un títol atorgat pel papa a les esglésies més destacades.
- església de primat o primada: la que és seu d'un arquebisbe, el primer dels bisbes en una arxidiòcesi, especialment la que acull el primer o més important d'un país.
- baptisteri: la destinada especialment al baptisme, que pot trobar-se al costat d'una altra església o a part.
- capella: la que és de petites dimensions o també la part d'una església que té altar i advocació propis.
- santuari: la capella, església o indret natural que té caràcter sagrat per revelació divina o la presència de relíquies o imatges, i que és centre de devoció i pelegrinatge, habitualment situada en el medi rural o en la muntanya.
- abadia, priorat, monàstica o conventual: la integrada en una institució religiosa pertanyent a un orde religiós del clergat regular, en medis urbans o rurals, i presidida per un abat o prior.